# Ancourteville-sur-Héricourt
Ancourteville-sur-Héricourt település Franciaországban, Seine-Maritime megyében. Lakosainak száma 353 fő (2022. január 1.). Ancourteville-sur-Héricourt Cleuville, Cliponville, Héricourt-en-Caux és Thiouville községekkel határos.

## Népesség
A település népességének változása:
| Lakosok száma | 300  | 324  | 334  | 333  | 338  | 344  | 349  | 351  | 353  |
|               | 2013 | 2015 | 2016 | 2017 | 2018 | 2019 | 2020 | 2021 | 2022 |